# Ціґун
Ціґун (кит. 气功, пін. qìgōng; іноді неправильно цигун) — стародавнє китайське мистецтво саморегуляції енергії ці. Є кілька напрямів ціґун, визначених з середини минулого століття: конфуціанський, даоський, буддійський, лікувальний, бойових мистецтв.

## Історія
Маючи коріння в давній китайській культурі, що сягає понад 2000 років тому, широкий спектр форм ціґун розвинувся в різних сегментах китайського суспільства:
- у традиційній китайській медицині для профілактичних і лікувальних функцій;[2]
- у конфуціанстві для сприяння довголіттю та покращення характеру з погляду моралі;[3]
- у даосизмі та буддизмі як частина медитативної практики;[4]
- і в китайських бойових мистецтвах для підвищення здібностей до самозахисту.[5][6]

Сучасний ціґун поєднує в собі різноманітні, а часом і різні традиції, зокрема даоську медитативну практику «внутрішньої алхімії» (Neidan 內丹術), стародавні медитаційні практики «циркуляції ци» (xingqi 行氣) і «медитації стоячи» (Zhan Zhuang 站). 桩), а також повільну гімнастичну дихальну вправу «наведення та підтягування» (Daoyin 導引). Традиційно майстри навчали ціґуну студентів шляхом практики та усної передачі, з наголосом на медитативній практиці вчених і гімнастичній або динамічній практиці трудящих мас.
Сходознавець Євген Торчинов пов'язує виникнення ціґун з еволюцією традиційного зовнішнього даосизму, даоської алхімії.[джерело?] Згідно з його дослідженнями, ціґун зародився приблизно у I тисячолітті н. е.,[джерело?] але як явище другого відродження зазнав у XX столітті, перейнявши з даосизму, іноді з буддизму, деякі оздоровчі та медитативні практики. Таке запозичення відбувалося на тлі відновлення традиційної китайської культури після десятиліть її руйнування комуністами до середини XX століття та впроваджувалося у лікувально-терапевтичних цілях.
Починаючи з кінця 1940-х і 1950-х років, уряд материкового Китаю намагався об'єднати різні підходи ціґун в одну послідовну систему з наміром створити міцну наукову основу для практики ціґун. У 1949 році Лю Гуйчжень ввів назву «Ціґун» для позначення системи практик збереження життя, яку він і його однодумці розробили на основі Дао Їнь та інших філософських традицій. Цю спробу деякі китаєзнавці вважають початком сучасної або наукової інтерпретації ціґун. Під час Великого стрибка вперед (1958–1963) і Культурної революції (1966–1976) ціґун, як і інша традиційна китайська медицина, перебувала під жорстким контролем і обмеженим доступом серед широкої громадськості, але заохочувалась у державних реабілітаційних центрах, поширювалась в університетах і лікарнях. Після Культурної революції ціґун разом із тайцзі популяризували як щоденні ранкові вправи, які масово практикували у всьому Китаю.

## Етимологія
Ціґун (піньїнь), ч'ї кунґ (Wade-Giles) і чі ґунґ (Yale) — романізовані слова для двох китайських ієрогліфів: qì (气／氣) і gōng (功).
Ці (або чі) в першу чергу означає повітря, газ або дихання, але часто перекладається як метафізична концепція «життєвої енергії», що стосується передбачуваної енергії, що циркулює тілом. Хоча більш загальним визначенням є універсальна енергія, включаючи тепло, світло та електромагнітну енергію, і визначення часто включають дихання, повітря, газ або зв'язок між матерією, енергією та духом. Ці є центральним основоположним принципом традиційної китайської медицини та бойових мистецтв. Ґун (або кунґ) часто перекладається як вдосконалення або робота, а визначення включають практику, навички, майстерність, результат, досягнення, служіння, результат або довершеність, і часто використовується для значення ґунфу (кунґ-фу) у традиційному розумінні досягнення через великі зусилля. Ці два слова об'єднані для опису систем культивування та збалансування життєвої енергії, особливо для здоров'я та добробуту.
Термін ціґун, який зараз використовується, був поширений наприкінці 1940-х і до 1950-х років для позначення широкого спектру китайських вправ самовдосконалення та для підкреслення здоров'я та наукових підходів, применшуючи духовні практики, містику та елітні лінії.

## Огляд

### Практики
Ціґун включає в себе різноманітний набір практик, які координують тіло (調身), дихання (調息) і розум (調心) на основі теорій і практик китайського світосприйняття, філософії і творчості. Практики включають рухливу та нерухому медитацію, масаж, співи, звукову медитацію та безконтактні процедури, які виконуються в широкому спектрі позицій тіла.
Ціґун зазвичай класифікують на дві основні категорії:
- 1) динамічний або активний ціґун (донґун), з повільним рухом;
- 2) медитативний або пасивний ціґун (цзінґун), із нерухомими положеннями та внутрішнім рухом дихання.[19]:21770–21772

З терапевтичної точки зору ціґун можна класифікувати на дві системи:
- 1) внутрішній ціґун, який зосереджується на самообслуговування та самовдосконалення;
- 2)зовнішній ціґун, який передбачає лікування терапевтом, який спрямовує або передає ці.[19]:21777–21781

Як рухлива медитація, практика ціґун зазвичай координує повільні стилізовані рухи, глибоке діафрагмальне дихання та спокійний розумовий фокус із візуалізацією проведенням ці по тілу. Хоч деталі впровадження відрізняються, загалом форми ціґун можна охарактеризувати як поєднання чотирьох типів практики: динамічної, статичної, медитативної та діяльності, що потребує використання зовнішніх засобів.

### Динамічна практика
Передбачає плавні рухи, зазвичай ретельно хореографічні, узгоджені з диханням і усвідомленням. Приклади включають повільні стилізовані рухи Тайцзицюань, Багуачжан і Сін І Цюань. Інші приклади включають витончені рухи, які імітують рухи тварин у п'яти тваринах (Wu Qin Xi qigong),Самовидання Білий Журавель і Дикий Гусак (Dayan) Qigong. Будучи формою легкої вправи, ціґун складається з рухів, які зазвичай повторюються, зміцнюючи та розтягуючи тіло, посилюючи рух рідини (крові, синовіальної та лімфи), покращуючи рівновагу та пропріоцепцію, а також покращуючи усвідомлення того, як тіло рухається через простір.

### Статична практика
Передбачає утримання пози протягом тривалого часу. У деяких випадках це нагадує практику йоги та її продовження в буддійській традиції. Наприклад, Іцюань, китайське бойове мистецтво, що походить від сіньїцюань, наголошує на тренуванні статичної стійки. В іншому прикладі цілюща форма «Вісім шматочків парчі» (бадуаньцзінь ціґун) заснована на серії статичних поз.

### Медитативна практика
Використовується усвідомлення дихання, візуалізацію, мантру, скандування, звук і зосередженість на філософських концепціях, таких як циркуляція ці, естетика чи моральні цінності. У традиційній китайській медицині та даоській практиці медитативна увага зазвичай зосереджена на розвитку ци в енергетичних центрах даньтянь і збалансуванні потоку ци в меридіані та інших шляхах. У різних буддистських традиціях мета полягає в тому, щоб заспокоїти розум або через зовнішнє зосередження, наприклад, на місці, або через внутрішнє зосередження на диханні, мантрі, коані, порожнечі або ідеї вічного. У традиції вченого Конфуція медитація зосереджена на людяності та чесноті з метою самопросвітлення.

### Використання зовнішніх засобів
Багато систем практики ціґун включають використання зовнішніх агентів, таких як вживання трав, масаж, фізичні маніпуляції або взаємодія з іншими живими організмами. Наприклад, спеціалізована їжа та напої використовуються в деяких медичних і даоських формах, тоді як масаж і маніпуляції з тілом іноді використовуються у формах бойових мистецтв. У деяких медичних системах майстер ціґун використовує безконтактне лікування, начебто спрямовуючи ці через своє власне тіло в тіло іншої людини.

## Клінічні дослідження

### Огляд
Незважаючи на те, що тривають клінічні дослідження, які вивчають потенційний вплив ціґун на здоров'я, фінансових або медичних стимулів для підтримки високоякісних досліджень мало, і лише обмежена кількість досліджень відповідає прийнятим медичним і науковим стандартам рандомізованих контрольованих досліджень (РКД). Клінічні дослідження ціґун були проведені для широкого спектру захворювань, включаючи щільність кісток, серцево-легеневі ефекти, фізичну функцію, падіння та пов'язані з ними фактори ризику, якість життя, імунну функцію, запалення, гіпертензію, біль, та лікування раку.

### Виклики
Більшість існуючих клінічних випробувань мають невеликі розміри вибірки, і багато з них мають неадекватний контроль. Особливе занепокоєння викликає непрактичність подвійного сліпого аналізу з використанням відповідних фіктивних методів лікування та складність плацебо-контролю, так що переваги часто неможливо відрізнити від ефекту плацебо.:22278–22306 Також занепокоєння викликає вибір яку форму ціґун використовувати та як стандартизувати лікування або його кількість з огляду на навички лікаря, який проводить або проводить лікування, традиції індивідуалізації лікування, а також тривалості, інтенсивності та частоти лікування.:6869–6920,22361–22370